# Oliver Strohmaier
Oliver Strohmaier (né le 2 janvier 1968 à Eisenerz, Styrie) est un sauteur à ski autrichien.

## Palmarès

### Coupe du monde
- 1 podium